# Virus du Nil occidental
Orthoflavivirus nilense
Cet article concerne le virus. Pour la maladie provoquée par ce virus, voir Fièvre du Nil occidental.
Espèce
Orthoflavivirus nilense, le virus du Nil occidental (en anglais : West Nile virus), est l'agent infectieux qui, chez l'humain, provoque la fièvre du Nil occidental. C'est un virus à ARN monocaténaire de polarité positive (groupe IV de la classification Baltimore) appartenant à la famille des Flaviviridae et au genre Orthoflavivirus, qui comprend également le virus de la fièvre jaune, le virus de la dengue, le virus Zika et le virus de l'encéphalite japonaise. Il est présent à la fois dans les régions tropicales et les zones tempérées. Il est transmis par la piqûre de moustiques, notamment ceux du genre Culex. Les oiseaux forment son réservoir naturel, de sorte que ce virus circule normalement entre les oiseaux et les moustiques.

## Structure
Comme les autres flavivirus, le virus du Nil occidental est un virus enveloppé à symétrie icosaédrique. La cryomicroscopie électronique a révélé des virions de 45 à 50 nm recouverts d'une capside protéique relativement lisse, structure semblable à celle du virus de la dengue. La coque protéique est constituée de deux protéines structurales : la glycoprotéine E et la petite protéine membranaire M. La protéine E a plusieurs fonctions, notamment celle de liaison au récepteur de l'hôte, d'attachement du virus et d'entrée dans la cellule par fusion de l'enveloppe virale avec la membrane plasmique de l'hôte.
L'enveloppe virale est une bicouche lipidique dérivée de la membrane cellulaire de l'hôte. La membrane lipidique des flavivirus contient du cholestérol et de la phosphatidylsérine, mais d'autres constituants restent encore à identifier,. La membrane lipidique joue plusieurs rôles dans l'infection virale, notamment celui de signalisation lipidique favorisant l'entrée dans la cellule hôte, ce qui est notamment le cas du cholestérol. Les deux protéines d'enveloppe E et M sont insérées dans la membrane du virus.

## Génome et protéines virales
L'ARN du génome est lié aux protéines de capside C, longues de 105 résidus d'acides aminés, pour former la nucléocapside. Les protéines de capside sont parmi les premières produites dans une cellule infectée. Ce sont des protéines structurales dont le rôle principal consiste à conditionner l'ARN des virus en développement. La capside empêche l'apoptose en affectant la voie de signalisation Akt/PKB (en).
Le génome du virus du Nil occidental a une longueur de 11 000 nucléotides et est encadré par deux structures en épingle à cheveux non codantes aux extrémités 3’ et 5’. Il code trois protéines structurales et sept protéines non structurales, ces dernières n'étant pas intégrées dans la structure des nouveaux virus. Il est exprimé en une polyprotéine qui est ensuite clivée par des peptidases en protéines distinctes.
Les protéines structurales sont situées près de l'extrémité 5’ du génome viral et sont clivées en protéines fonctionnelles par des peptidases, tandis que les protéines non structurales sont situées près de l'extrémité 3’ est ont principalement pour rôle d'assister la réplication du virus ou d'agir comme peptidases.
| Protéines structurales     | C     | Protéine de capside conditionnant l'ARN des virus en formation,. |
| Protéines structurales     | prM/M | La protéine prM (precursor membrane) est présente sur les virions immatures, et est clivée en protéine M par la furine ; la protéine M permet au virion d'infecter les cellules en activant les protéines qui favorisent l'entrée du virus dans l'hôte. |
| Protéines structurales     | E     | Glycoprotéine formant l'enveloppe virale se liant aux récepteurs de la surface cellulaire, ce qui permet l'entrée du virus dans la cellule. |
| Protéines non structurales | NS1   | Cofacteur pour la réplication virale, intervenant notamment dans la régulation du complexe de réplication. |
| Protéines non structurales | NS2A  | Protéine impliquée dans plusieurs processus : réplication virale, assemblage des virions, mort de la cellule hôte. |
| Protéines non structurales | NS2B  | Cofacteur de la protéine NS3 formant le complexe protéase NS2B-NS3. |
| Protéines non structurales | NS3   | Peptidase dont le rôle est essentiellement de cliver la polyprotéine virale en protéines fonctionnelles ; elle présente également une activité d'hélicase.                                                                                              |
| Protéines non structurales | NS4A  | Cofacteur de la réplication virale, régulant notamment l'activité ATPase de la protéine NS3. |
| Protéines non structurales | NS4B  | Inhibe la signalisation cellulaire conduisant à la production d'interférons. |
| Protéines non structurales | NS5   | Plus grosse protéine produite par ce virus, hautement conservée, il s'agt d'une enzyme douée d'activités méthyltransférase et surtout ARN polymérase ARN-dépendante, dépourvue cependant de mécanisme de correction des erreurs de réplication,.        |

## Cycle de réplication
Une fois le virus du Nil occidental dans la circulation sanguine d'un animal hôte, la protéine d'enveloppe E se lie à des facteurs d'adhérence des cellules hôtes appelés glycosaminoglycanes. Ces facteurs d'adhérence facilitent l'entrée du virus dans les cellules mais ne sont pas suffisants car la liaison à des récepteurs primaires est également nécessaires. Parmi ces récepteurs primaires, on compte notamment les protéines DC-SIGN (en) et DC-SIGN-R ainsi que l'intégrine αVβ3 (en). La liaison à ces récepteurs primaires permet au virus du Nil occidental de pénétrer dans la cellule par endocytose à vésicules de clathrine. Le virus pénètre donc dans la cellule à travers un endosome à la suite d'une endocytose.
L'acidité de l'endosome catalyse la fusion de l'enveloppe virale avec la membrane de l'endosome, ce qui libère le génome viral dans le cytoplasme de la cellule hôte. La traduction de l'ARN viral, qui est monocaténaire de sens positif, se déroule au niveau du réticulum endoplasmique. L'ARN viral est traduit en une polyprotéine qui est par la suite clivée par la peptidase virale NS2B-NS3 pour libérer les protéines biologiquement fonctionnelles.
Afin de répliquer son génome, le virus utilise sa protéine non structurale NS5, une enzyme à l'activité ARN polymérase ARN-dépendante, qui forme un complexe de réplication avec d'autres protéines virales non structurales afin de produire un brin d'ARN de sens négatif, complémentaires de l'ARN viral. Cet ARN antisens sert ensuite de modèle pour la production de l'ARN viral sens. La protéine de capside C conditionne alors l'ARN viral sens nouvellement produit pour former la nucléocapside des virions immatures. Le reste du virus est assemblé le long du réticulum endoplasmique puis à travers l'appareil de Golgi, ce qui donne des virions immatures dépourvus de virulence. La protéine d'enveloppe E est alors glycosylée tandis que la protéine prM (« prémembranaire ») est clivée en protéine M par la furine, ce qui donne des virions infectieux,. Ces virions parvenus à maturation sont alors excrétés hors de la cellule.

## Phylogénie

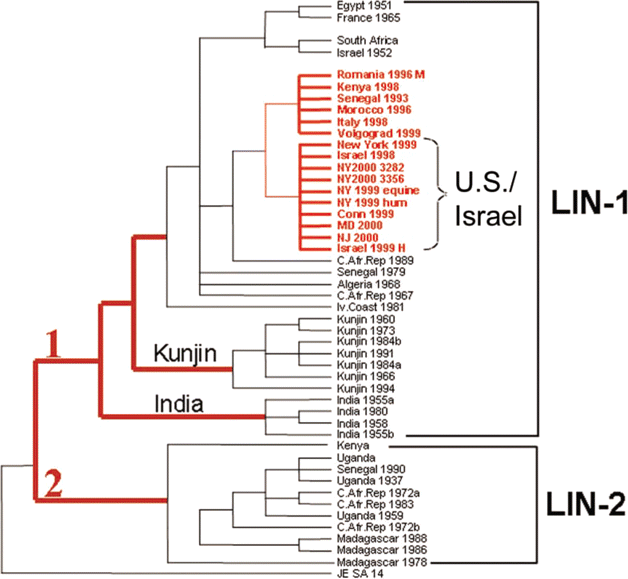
Arbre phylogénétique du virus du Nil occidental issu du séquençage de l'enveloppe du virus.

Avec le virus de l'encéphalite japonaise, le virus de l'encéphalite de la Murray Valley et le virus de l'encéphalite de Saint-Louis, le virus du Nil occidental fait partie du sérocomplexe antigénique de l'encéphalite japonaise. La phylogénie du virus montre qu'il aurait émergé comme virus distinct il y a environ un millier d'années. Ce virus originel se serait développé en deux lignées distinctes. La première lignée et ses divers profils sont à l'origine des épidémies en Afrique et dans le reste du monde. La seconde lignée, initialement identifiée en Afrique sub-saharienne et à Madagascar, était considérée comme à l'origine d'une zoonose africaine, jusqu'à ce qu'on l'observe également chez des chevaux en Europe, la première épidémie ayant touché 18 chevaux en hongrie. La première lignée a été identifiée en 2010 en Afrique du Sud chez une jument et son fœtus avorté, alors que seule la seconde lignée avait été observée dans ce pays chez les chevaux et les humains. Le spectre des hôtes du virus du Nil occidental s'est élargi aux cétacés en 2007 avec l'observation d'un cas mortel chez une orque au Texas.

## Hôtes naturels et circulation du virus
Les hôtes naturels du virus du Nil occidental sont les oiseaux et les moustiques. On a identifié plus de 300 espèces d'oiseaux pouvant être infectées par ce virus rien qu'aux États-Unis. L'infection est létale pour certaines espèces, comme la corneille d'Amérique, le geai bleu et le tétras des armoises, mais pas pour d'autres,. On pense que le merle d'Amérique et le moineau domestique comptent parmi les principaux réservoirs du virus dans les villes d'Amérique du Nord et d'Europe,. Les autres espèces contribuant significativement au stock de virus en Amérique du Nord sont notamment le moqueur roux, le moqueur chat, le moqueur polyglotte, le cardinal rouge, la grive des bois et les colombidés en général, chez lesquels des taux élevés d'anticorps dirigés contre le virus du Nil occidental ont été relevés.
Le virus du Nil occidental a été identifié chez une grande variété de moustiques, mais les plus significatifs du point de vue de la circulation du virus sont les espèces du genre Culex, qui s'alimentent sur les oiseaux, notamment Culex pipiens, Culex restuans (en), Culex salinarius (en), Culex quinquefasciatus, Culex nigripalpus (en), Culex erraticus (en) et Culex tarsalis (en). On a également pu produire expérimentalement des infections à virus du Nil occidental par morsures de tiques molles, mais il est peu probable que ce mode de transmission soit significatif dans la nature,.
Le virus du Nil occidental dispose d'un spectre d'hôtes étendu et on sait qu'il est capable d'infecter au moins 30 espèces de mammifères, dont l'humain, certains primates non humains, les chevaux, les chiens et les chats,,. Certains des humains et des chevaux infectés par ce virus développent la fièvre du Nil occidental mais les chiens et les chats présentent rarement des symptômes de maladie. Les reptiles et les amphibiens peuvent également être infectés, notamment les crocodiles, les alligators, les serpents, les lézards et les grenouilles,,,. On considère généralement que les mammifères ne participent pas à la circulation du virus car leur charge virale n'atteint pas les niveaux nécessaires pour qu'ils puissent infecter des moustiques sains se nourrissant de leur sang ; certains oiseaux sont également dans ce cas.
Dans le cycle normal de transmission rurale ou enzootique, le virus alterne entre le réservoir aviaire et le vecteur moustique. Il peut également être transmis entre oiseaux par contact direct, en mangeant une carcasse d'oiseau infecté ou en buvant de l'eau infectée. La transmission verticale (en) de la femelle à ses larves est possible chez les moustiques et pourrait être significative en hiver,. Dans le cycle urbain, les moustiques infectés après s'être nourris du sang d'oiseaux infectés transmettent à leur tour le virus à l'humain. Cela nécessite des espèces de moustiques qui piquent à la fois les oiseaux et les humains, appelés vecteurs ponts,. Exceptionnellement, le virus du Nil occidental peut être transmis par transfusion sanguine, greffe d'organe, ou de la mère au fœtus pendant la grossesse, l'accouchement ou l'allaitement. On n'a pas observé de transmission interhumaine du virus du Nil occidental, contrairement à ce qu'il se passe pour les oiseaux.